# Apristurus herklotsi
Apristurus herklotsi es una especie de peces de la familia Scyliorhinidae en el orden de los Carcharhiniformes.

## Morfología
Pueden llegar alcanzar los 48,5 cm de longitud total.

## Reproducción
Es ovíparo.

## Distribución geográfica
Se encuentra en las  costas del Pacífico occidental: Japón, Filipinas y mar de la China Oriental. 